# Harry Dexter White
Harry Dexter White (ur. 9 października 1892 w Bostonie, zm. 16 sierpnia 1948 w Fitzwilliam, New Hampshire) – ekonomista amerykański, architekt systemu z Bretton Woods, Międzynarodowego Funduszu Walutowego i Banku Światowego, pracownik Departamentu Skarbu Stanów Zjednoczonych. Podejrzewany w latach 40. o szpiegostwo na rzecz ZSRR, podejrzenia zostały po jego śmierci potwierdzone.